# Никольское сельское поселение (Мордовия)
Никольское се́льское поселе́ние — муниципальное образование в Торбеевском районе Мордовии Российской Федерации.
Административный центр — село Никольское.

## История
Статус и границы сельского поселения установлены Законом Республики Мордовия от 28 декабря 2004 года № 127-З  «Об установлении границ муниципальных образований Торбеевского муниципального района, Торбеевского муниципального района и наделении их статусом сельского поселения, городского поселения и муниципального района».

## Население
| 2002 | 2010 | 2012 | 2013 | 2014 | 2015 | 2016 |
| ---- | ---- | ---- | ---- | ---- | ---- | ---- |
| 765  | ↘659 | ↘613 | ↘592 | ↘570 | ↘558 | ↘535 |
| 2017 | 2018 | 2019 | 2020 | 2021 |      |      |
| ↘515 | ↘496 | ↘479 | ↘464 | ↗500 |      |      |

## Состав сельского поселения
| № | Населённый пункт | Тип населённого пункта       | Население |
| - | ---------------- | ---------------------------- | --------- |
| 1 | Никольское       | село, административный центр | ↘432      |
| 2 | Савва            | село                         | ↘147      |
| 3 | Самбур           | деревня                      | ↗80       |